# Serbian Astronomical Journal
Serbian Astronomical Journal је научни часопис из aстрономије који под тим именом излази од 1998. године.
Serbian Astronomical Journal је рецензирани научни часопис из aстрономије који излази двапут годишње, у јуну и децембру. Часопис је наследник раније објавиљиваних часописа из астрономије под именима Bulletin Astronomique de Belgrade (1992–1998), Bulletin de l'Observatoire Astronomique de Belgrade (1936–1991) и Publications of the Department of Astronomy (1969–1990). Часопис који заједнички издају Астрономска опсерваторија и Математички факултет у Београду, је 2013. прихваћен од стране Thomson Reuters института за реферисање на SCI листи. Часопис је истовремено реферисан и у Current Contents бази, у секцији Physical, Chemical & Earth Sciences. Тиме што је уврштен на SCI листу (Journal Citation Reports by Thomson Reuters) стекао је и међународно признање. За све часописе који се реферишу у цитатним базама, фактори утицаја су релевантан критеријум научне вредности часописа и један од показатеља успешности, квалитета и оправданости рада истраживача, научника и институција у којима раде. Часописи на SCI листи имају најстроже критеријуме рецензирања што је од пресудног значаја за углед часописа у Србији и у светској научној заједници. У њему се објављују научни радови из Астрономије, астрофизике, астробиологије и сродних области. Његов Фактор утицаја за 2014. износи 0,704 и 1,100 за 2013. годину.
Главни уредник:
- др Дејан Урошевић (Математички факултет Универзитета у Београду)

Уредништво:
- др Бојан Арбутина,(Математички факултет Универзитета у Београду)
- др Трајко Ангелов (Математички факултет Универзитета у Београду)
- др Олга Атанацковић (Математички факултет Универзитета у Београду)
- др Милан Богосављевић (Астрономска опсерваторија, Београд)
- др Tanyu BONEV (Institute of Astronomy, Bulgarian Academy of Sciences, Sofia, Bulgaria)
- др Anatoly CHEREPASCHUK (Sternberg Astronomical Institute, Moscow, Russia)
- др Christos EFTHYMIOPOULOS (University of Athens, Greece)
- др Marianne FAUROBERT (Observatoire de la Cote d'Azur, Nice, France)
- др Miroslav FILIPOVIĆ (University of Western Sydney, Australia)
- др Petr HEINZEL (Astronomical Institute, Czech Academy of Sciences, Czech Republic)
- др Слободан Јанков (Астрономска опсерваторија, Београд)
- др Предраг Јовановић (Астрономска опсерваторија, Београд)
- др Зоран Кнежевић (Астрономска опсерваторија, Београд)
- др Samir SALIM (Indiana University, Bloomington, USA)
- др Jan VONDRAK (Astronomical Institute, Czech Academy of Sciences, Czech Republic)
- др Alexander F. ZAKHAROV (Institute of Theoretical and Experimental Physics, Moscow, Russia)

Листа значајних аутора који су писали за овај часопис:
- M. Guzzo: THE NEKHOROSHEV THEOREM AND LONG-TERM STABILITIES IN THE SOLAR SYSTEM

- Н. Мартиновић: HALO STATISTICS ANALYSIS WITHIN MEDIUM VOLUME COSMOLOGICAL N-BODY SIMULATION

- Ж. Мијајловић, Н. Пејовић and В. Марић: ON THE ε COSMOLOGICAL PARAMETER

- M. A. Sharaf, A. S. Saad and H. H. Selim: ANALYTICAL FORMULATIONS TO THE METHOD OF VARIATION OF PARAMETERS IN TERMS OF UNIVERSAL Y'S FUNCTIONS

- C. Blaga: TIMELIKE GEODESICS AROUND A CHARGED SPHERICALLY SYMMETRIC DILATON BLACK HOLE

- Д. В. Реџић: DIRECT CALCULATION OF LENGTH CONTRACTION AND CLOCK RETARDATION

- R. Caimmi: O AND Fe ABUNDANCE CORRELATIONS AND DISTRIBUTIONS INFERRED FOR THE THICK AND THIN DISK

- A. Al-Rubaiee, U. Hashim, M. Marwah and Y. Al-Douri: STUDY OF CHERENKOV LIGHT LATERAL DISTRIBUTION FUNCTION AROUND THE KNEE REGION IN EXTENSIVE AIR SHOWERS

- S. Salim: GREEN VALLEY GALAXIES

- С.Шеган и.Б. Шурлан: SOME RESULTS REGARDING THE COMPARISON OF THE EARTH'S ATMOSPHERIC MODELS

- M. З. Павловић, A. Добарџић, Б. Вукотић и Д. Урошевић: UPDATED RADIO Σ-D RELATION FOR GALACTIC SUPERNOVA REMNANTS

Теме којима се часопис бави су бројне, ово су само неке од њих:
- THE INTERGALACTIC NEWTONIAN GRAVITATIONAL FIELD AND THE SHELL THEOREM
- RADIO-CONTINUUM OBSERVATIONS OF SMALL, RADIALLY POLARISED SUPERNOVA REMNANT J0519-6902 IN THE LARGE MAGELLANIC CLOUD
- THE PHASE EQUILIBRIUM IN A LENNARD-JONES FLUID: POSSIBLE APPLICATIONS IN ASTROPHYSICS
- HEATING IN COLLISIONS OF SOLIDS: POSSIBLE APPLICATION TO IMPACT CRATERS
- A BOHR'S SEMICLASSICAL MODEL OF THE BLACK HOLE THERMODYNAMICS
- ON THE ORBITAL PERIODS FOR A PARTICULAR CASE OF SPHERICAL SYMMETRY
- OPTICAL SPECTRA OF RADIO PLANETARY NEBULAE IN THE SMALL MAGELLANIC CLOUD

Поред штампаног издања, часопис постоји и у електронском облику (eISSS:1820-9289 ).
1. ↑  „Bulletin Astronomique de Belgrade”. Београд: Астрономска обсерваторија. Архивирано из оригинала 18. 6. 2022. г. Приступљено 4. 11. 2022.
2. ↑  „Bulletin de l'Observatoire Astronomique de Belgrade”. Београд: Астрономска обсерваторија. Архивирано из оригинала 17. 6. 2022. г. Приступљено 4. 11. 2022.
3. ↑  „Publications of Department of Astronomy”. Универзитет у Београду. Архивирано из оригинала 14. 8. 2022. г. Приступљено 4. 11. 2022.
4. ↑  „Часопис Serbian Astronomical Journal индексиран на SCIe листи”. Математички факултет. Београд. 30. 12. 2013. Архивирано из оригинала 5. 3. 2014. г. Приступљено 4. 11. 2022.
5. ↑  „doiSerbia”. Архивирано из оригинала 3. 11. 2022. г. Приступљено 4. 11. 2022.
6. ↑  Сајт часописаПреузето 18.05.2016.